# دانشگاه آزاد اسلامی واحد نیشابور
دانشگاه آزاد اسلامی واحد نیشابور با درک یک ضرورت و احساس خلاء مرکز آموزش عالی در شهر کهن و ادب پرور نیشابور در اوایل سال ۱۳۶۴ تاسیس گردید.این واحد دانشگاهی در طی سال های فعالیت خود و با حمایت مردم ومسولین شهرستان توانسته است، در ابعاد کمی و کیفی رشد شگرفی داشته باشد.در حال حاضر به عنوان واحد جامع دارای رشته های تحصیلی در مقاطع دکتری Phd ، کارشناسی ارشد ، کارشناسی و کاردانی با بهره گیری از امکانات و تجهیزات منحصر به فرد ، در کنار کادر هیات علمی مجرب و توانمند سهم قابل توجهی در آموزش عالی شهرستان نیشابور و شرق کشور دارد.این دانشگاه را می‌توان از نظر وسعت و تعداد دانشجویان در زمره بزرگترین دانشگاه‌های استان خراسان رضوی به شمار آورد. دانشگاه آزاد اسلامی واحد نیشابور دارای 5 دانشکده علوم انسانی، فنی و مهندسی، علوم پایه و علوم پزشکی، عمران و معماری و تربیت بدنی می باشد .
وزارت علوم این دانشگاه را در زمره دانشگاه‌های با کیفیت بالا محسوب نموده است.

## مشخصات دانشگاه

### گروه های آموزشی
گروه‌های آموزشی این دانشکده به شرح ذیل می‌باشند:
- گروه پرستاری و مامایی
- گروه بیوتکنولوژی
- گروه زیست‌شناسی
- گروه شیمی کاربردی
- گروه ریاضی و آمار

پروژهٔ ایجاد دانشکده علوم پزشکی، علوم پایه و مجتمع آزمایشگاهی دانشگاه آزاد نیشابور با مساحت ۶۳۵۰ مترمربع شامل ۳ طبقه در سال ۱۳۸۸آغاز شد و در سال ۱۳۸۹ مورد بهره‌برداری رسید.
این دانشکده در میان دانشکده‌های مرتبط در سطح دانشگاه‌های آزاد ایران از نظر امکانات سخت‌افزاری و پژوهشی یکی از بهترینها به شمار می‌رود و هم‌اکنون در رشته‌های:پرستاری، مامایی، بیوتکنولوژی، صنایع غذایی و... دانشجو پذیرش می‌کند.

### هیئت علمی
دانشگاه آزاد اسلامی واحد نیشابور دارای ۵۲ مدیر گروه و ۱۲۲ استاد عضو هیئت علمی و ۱۵۷ استاد حق‌التدریس در رشته‌های مختلف می‌باشد.
اساتید این دانشگاه در شاخه‌های مدیریت فارغ التحصیلان کشور آمریکا و سایر دانشگاه‌های خارجی هستند و دیگر اساتید فارغ التحصیلان دانشگاه‌های معتبر داخلی نظیر صنعتی شریف، علم و صنعت، تهران، امیر کبیر، فردوسی، با هنر و علوم و تحقیقات تهران می‌باشند.

### فعالیت های دانشجویان
در حوزه دانشجویی علاوه بر تأمین و گسترش امکانات خدماتی، رفاهی و ورزشی برای دانشجویان مشغول به تحصیل، خدماتی برای دانشجویان فارغ‌التحصیل در کانون فارغ التحصیلان ارائه می‌گردد. کانون دانشجویی هلال احمر نیز از جمله بخش‌هایی است که با نظارت مستقیم این حوزه مشغول به فعالیت می‌باشد.

### حوزه پژوهش
حوزه معاونت پژوهشی شامل قسمتهای مختلف از جمله امور پژوهش، دفتر ارزشیابی، دفتر طرح و برنامه و بودجه، کتابخانه، کارگاه‌ها و آزمایشگاه‌ها، فناوری اطلاعات، سمعی و بصری، باشگاه پژوهشگران جوان، انجمن‌های علمی و دفتر ارتباط با صنعت می‌باشد که برای هر قسمت مسئول مشخص در نظر گرفته شده‌است. بررسی مقالات چاپ شده در مجلات جهت پرداخت حق تشویق، بررسی تقاضای اعضاء جهت شرکت در همایشهای داخلی و خارجی، بررسی امور پژوهش کلی واحد. شورای انتشارات:از جمله کارهای این شورای تصمیم‌گیری در جهت چاپ کتابهای مترجمین و مؤلفین مختلف است که طبق مقررات انتشار کتاب اقدام می‌نمایند. از جمله کارهای دیگر دفتر امور پژوهش کمک در جهت ارائه سمینارها، سخنرانیهای اعضای هیئت علمی خود واحد و اساتید دعوت شده از خارج دانشگاه و نیز برگزاری همایشهای داخلی، منطقه‌ای، ملی می‌باشد.

### کتابخانه
کتابخانه دانشگاه آزاد نیشابور در راستای اهداف دانشگاه و به منظور توسعه خدمات آموزشی و پژوهشی همزمان با تأسیس دانشگاه در سال ۱۳۶۴ با مجموعه‌ای حدود ۵۰۰ جلد کتاب به‌طور رسمی آغازبه کار نمود. ساختمان جدید کتابخانه به همت یکی از نیکوکاران شهرستان به نام کتابخانه مرجان دوستی در سال ۱۳۸۴ مورد بهره‌برداری قرار گرفت.

## رشته‌ها

### کارشناسی ارشدناپیوسته
1. مهندسی مواد - خوردگی و اکسیداسیون
2. حسابداری
3. عرفان اسلامی
4. مدیریت بازرگانی در ۶ گرایش
5. مدیریت اجرایی
6. زبان و ادبیات فارسی
7. مهندسی کشاورزی - زراعت و اصلاح نباتات
8. زیست‌شناسی علوم گیاهی - فیزیولوژی گیاهی
9. شیمی - در سه گرایش آلی، تجزیه، معدنی
10. مهندس عمران - سازه

### کارشناسی پیوسته
1. حقوق
2. مهندسی مواد - متالورژی صنعتی
3. پرستاری
4. مامایی
5. بیوتکنولوژی
6. صنایع غذایی
7. آمار
8. ریاضی - ریاضی کاربردی
9. مهندسی فناوری اطلاعات (IT)
10. مهندسی کامپیوتر - نرم‌افزار
11. مهندسی عمران - آب
12. زیست‌شناسی علوم گیاهی
13. زیست‌شناسی عمومی
14. شیمی کاربردی
15. مهندسی کشاورزی - زراعت و اصلاح نباتات
16. الهیات و معارف اسلامی - ادیان و عرفان اسلامی
17. زبان و ادبیات فارسی
18. حسابداری
19. مدیریت بازرگانی
20. مدیریت بیمه
21. مدیریت جهانگردی
22. آموزش زبان انگلیسی
23. مهندسی معماری
24. روان شناسی
25. اقتصاد

### کارشناسی ناپیوسته
1. مهندسی تکنولوژی متالورژی - ذوب فلزات
2. حسابداری
3. بازرگانی
4. زبان و ادبیات فارسی
5. آموزش ریاضی
6. الهیات و معارف اسلامی
7. آموزش علوم تجربی
8. آموزش و پرورش ابتدایی
9. مهندسی تکنولوژی معماری - معماری
10. مهندسی تکنولوژی نرم‌افزار کامپیوتر - نرم‌افزار
11. مهندسی علوم و صنایع غذایی - صنایع غذایی
12. تربیت دبیر تربیت بدنی و علوم ورزشی
13. آموزش دینی و عربی
14. مهندسی تکنولوژی عمران - عمران
15. مهندسی تولیدات گیاهی

### کاردانی پیوسته
1. تربیت بدنی
2. علمی کاربردی حسابداری
3. نقشه‌کشی عمومی

### کاردانی ناپیوسته
1. آمار
2. تربیت معلم - آموزش ریاضی
3. علمی کاربردی نرم‌افزار کامپیوتر
4. علمی کاربردی صنایع قندسازی - چغندرقند
5. علمی کاربردی مکانیک - تأسیسات حرارتی نیروگاه‌ها
6. کاردان فنی مکانیک - جوشکاری
7. کاردان فنی عمران - زیرسازی راه
8. کاردان فنی عمران - ساختمانهای بتنی
9. کاردان فنی عمران - کارهای عمومی ساختمان
10. کاردان فنی مواد - ریخته‌گری
11. معماری
12. تربیت معلم آموزش علوم تجربی
13. تکنولوژی مواد غذایی
14. علمی کاربردی امور زراعی و باغی - تکنولوژی تولیدات باغی
15. تربیت معلم زبان و ادبیات فارسی
16. تربیت بدنی مربیگری
17. تربیت معلم آموزش و پرورش ابتدایی
18. امور بانکی
19. بیمه
20. حسابداری
21. علمی کاربردی پست
22. علمی کاربردی خدمات جهانگردی
23. مدیریت بازرگانی
24. مدیریت صنعتی
25. تربیت معلم آموزش زبان انگلیسی
26. تربیت بدنی
27. علمی کاربردی حسابداری
28. نقشه‌کشی عمومی
29. نقشه‌کشی معماری
30. امور زراعی و باغی